# Bourse solidarité vacances
Die Bourse solidarité vacances, kurz BSV, deutsch Feriensolidaritätsbörse, ist eine öffentliche französische Interessengemeinschaft (französisch groupement d'intérêt public, kurz GIP), die nach der Ratifizierung des Gesetzes zur Bekämpfung der Ausgrenzung (loi de lutte contre les exclusions) vom 29. Juli 1998 im Jahr 1999 auf Initiative des damaligen für Tourismus zuständigen Ministers gegründet wurde und seither unter der Schirmherrschaft seines jeweiligen Amtsnachfolgers steht. Die Organisation, mit Sitz in Charenton-le-Pont in der Pariser banlieue, vereint den Staat Frankreich, französische Gemeinden und Gebietskörperschaften, öffentliche und private Dienstleistungsträger des Fremdenverkehrssektors sowie humanitäre, karitative und soziale Vereine. Sie setzt sich für das „Recht auf Ferien“ ein.
Ziel ist die soziale Integration finanziell oder anderweitig benachteiligter, sozial schwacher oder isolierter Personen und Familien durch Ferienaufenthalte am Meer, in den Bergen oder auf dem Land. Als Initiator und Koordinator einer einzigartigen Solidaritätskette, die dazu dient, bedürftige Personen durch karitative Vereine und Sozialämter ausfindig zu machen, und ihnen, in Zusammenarbeit mit Leistungsträgern,  entsprechend preisgünstige Angebote unterbreiten, Hilfestellung bei der Planung und Durchführung ihrer Ferienreisen zu geben, ist BSV Ansprechpartner der verschiedenen Mitglieder der Interessengemeinschaft. BSV überwacht neben der Zuverlässigkeit der Leistungsträger die Qualität der angebotenen touristischen Produkte und die Einhaltung der vorgeschriebenen Sicherheitsvorkehrungen.
Finanziell getragen wird BSV hauptsächlich von dem für Tourismus zuständigen Staatssekretariat. Ebenfalls beteiligt sind die für Sozialwesen und Jugend zuständigen Ministerien, so wie mehrere französische Regionen und Départements. Unterstützt wird der Interessenverein unter anderem von der Agence nationale pour les chèques-vacances, die ihrerseits Arbeitnehmern die Durchführung ihrer Urlaubsreisen erleichtert. Wichtige Partner sind die Eisenbahngesellschaft SNCF und die Fluggesellschaft Air France. Beide begünstigen die von BSV betreuten Personen durch spezifische, ihren Bedürfnissen angepasste Ermäßigungen.
Im Jahr 2003 ermöglichte die Bourse Solidarité Vacances es etwa 40.000 bedürftigen Personen, in die Ferien zu fahren.